# Drive By
Singles de Train
Save Me, San Francisco
(2011) Feels Good at First
(2012)
Pistes de California 37
This'll Be My Year
(1) Feels Good at First
(3)
Drive By est une chanson du groupe américain Train sortie le 10 janvier 2012 sous le major Sony Music Entertainment. 1er single extrait de l'album studio California 37, la chanson a été écrite par Patrick Monahan, Espen Lind et Amund Bjørklund, la même équipe qui a contribué au tube Hey, Soul Sister 
Drive By est produite par Esponiage et Butch Walker. Le single se classe numéro 10 Billboard Hot 100, devenant le 3e hit du groupe à atteindre le top 10 aux États-Unis. Au niveau international, Drive By atteint le top 10 dans 13 pays différents.

## Liste des pistes
- Téléchargement digital

1. Drive By – 3:16

- CD single[2]

1. Drive By – 3:25
2. To Be Loved (Pat Monahan, David Hodges) – 3:41

## Crédits et personnels
Enregistrement
- Enregistré aux studios Integrated, New York, État de New York et aux studios Ruby Red, Venis à Los Angeles

Personnels
- Patrick Monahan – Auteur-compositeur, réalisateur, chanteur
- Espen Lind – Auteur-compositeur, réalisateur, ingénieur du son, guitares additionnelles, bass, keyboards et backing vocals
- Amund Bjørklund – Auteur-compositeur, réalisateur
- Butch Walker – réalisateur
- Mark Endert – mixage audio
- Francis Murray – ingénieur du son
- Jake Sinclair – ingénieur du son
- Jimmy Stafford – guitare
- Scott Underwood – drums
- Jerry Becker – keyboards
- Hector Maldonado – bass

Crédits extraits des notes de la pochette CD single de Drive By.

## Classement et certifications
| Classement (2012)                       | Meilleure position |
| --------------------------------------- | ------------------ |
| Australie (ARIA)                        | 13                 |
| Autriche (Ö3 Austria Top 40)            | 5                  |
| Belgique (Flandre Ultratop 50 Singles)  | 33                 |
| Belgique (Wallonie Ultratop 50 Singles) | 47                 |
| Canada (Hot 100)                        | 11                 |
| Croatie (Airplay Radio Chart)           | 31                 |
| Tchéquie (IFPI Rádio)                   | 20                 |
| Danemark (Tracklisten)                  | 5                  |
| Finlande (Suomen virallinen lista)      | 3                  |
| France (SNEP)                           | 60                 |
| France (Airplay)                        | 25                 |
| Allemagne (Media Control AG)            | 3                  |
| Hongrie (Rádiós Top 40)                 | 1                  |
| Irlande (IRMA)                          | 26                 |
| Italie (FIMI)                           | 3                  |
| Pays-Bas (Nederlandse Top 40)           | 4                  |
| Nouvelle-Zélande (RMNZ)                 | 3                  |
| Pologne (ZPAV)                          | 5                  |
| Slovaquie (IFPI Rádio)                  | 2                  |
| Suède (Sverigetopplistan)               | 3                  |
| Suisse (Schweizer Hitparade)            | 1                  |
| Royaume-Uni (UK Singles Chart)          | 6                  |
| États-Unis (Hot 100)                    | 10                 |
| États-Unis (Pop Airplay)                | 14                 |
| États-Unis (Adult Pop Songs)            | 2                  |
| États-Unis (Adult Contemporary)         | 11                 |

| Pays                     | Certifications |
| ------------------------ | -------------- |
| Australie (ARIA)         | Platine        |
| Autriche (IFPI)          | Or             |
| Canada (Music Canada)    | 2 × Platine    |
| Danemark (IFPI)          | 2 × Platine    |
| Italie (FIMI)            | Or             |
| Nouvelle-Zélande (RIANZ) | Platine        |
| Suisse (IFPI)            | Platine        |
| États-Unis (RIAA)        | Platine        |

## Historique de sortie
| Pays        | Date            | Format                 | Label                        |
| ----------- | --------------- | ---------------------- | ---------------------------- |
| États-Unis  | 10 janvier 2012 | Téléchargement digital | Columbia Records, Sony Music |
| Allemagne   | 23 mars 2012    | CD single              | Columbia Records, Sony Music |
| Royaume-Uni | 16 avril 2012   | Téléchargement digital | Columbia Records, Sony Music |